# Фермерський будинок Фанно

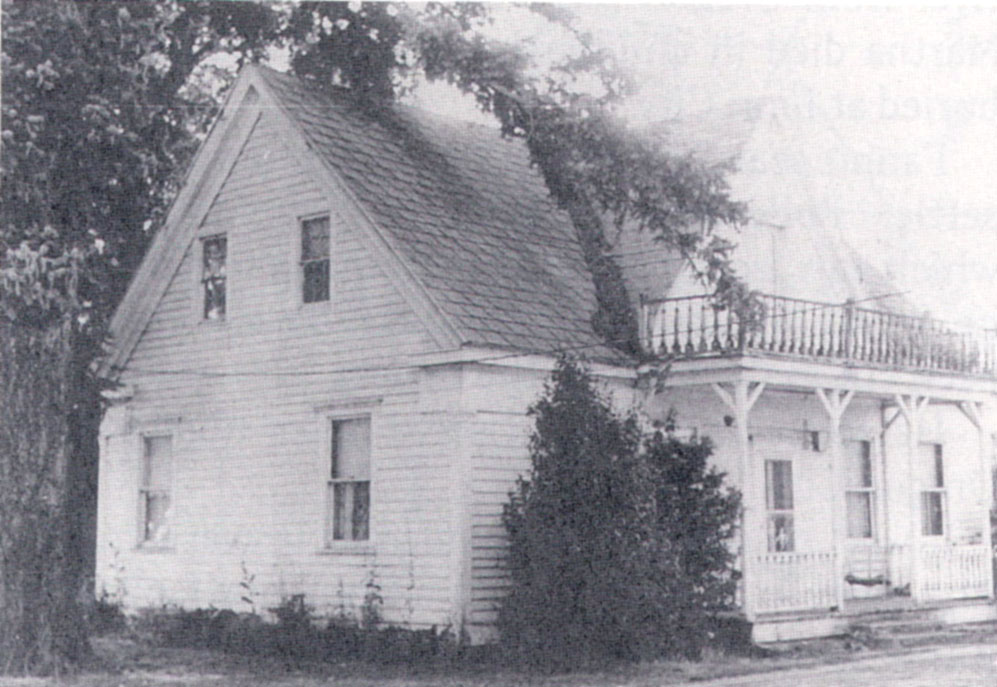
Історичний вигляд будинку

Фермерський будинок Фанно (англ. Augustus Fanno Farmhouse) був оселею Августуса Фанно, одного з перших європейських поселенців у районі, який згодом став округом Вашингтон в американському штаті Орегон.
Фанно народився 1804 року в штаті Мен, дитинство та юність провів у Міссурі, а в 1846 році переїхав до штату Орегон зі своєю першою дружиною, Мартою, і сином. Після того, як Марта померла під час пологів у місті Лінн, Фанно і його син оселилися на ділянці землі площею 2,6 км², яку вони отримали згідно з Donation Land Claim Act на невеликій притоці річки Тюалатин. Це була перша ділянка землі, отримана за цим документом.
У 1851 році Фанно оженився з Ребеккою Денні, й того самого року в них народилась перша дитина. У 1859 році він спроектував і збудував будинок у модифікованому під сільську місцевість стилі новоанглійського відродження, популярному тоді в Орегоні. Родина Фанно започаткувала вирощування цибулі в штаті Орегон, і до 1890 року їхню продукцію визнали на регіональному рівні завдяки високій якості. Нащадки Фанно продовжували вирощувати цибулю на цій фермі, поки 1940 року личинки Delia antiqua не зруйнували їхній бізнес. Члени родини займали будинок до 1974 року, а в березні 1982 року вони пожертвували будинок і прилеглі землі для Tualatin Hills Park & Recreation District (THPRD).
Фермерський будинок Фанно залишається на своєму початковому місці на березі Струмка Фанно в місті Бівертоні. THPRD відновила будинок і тепер він належить до Національного реєстру історичних місць. Tualatin Valley Heritage назвала його важливим історичним місцем, а Історичне товариство округу Вашингтон номінувало на Griffin Cabin Award 1985. Також будинок належить до категорії столітніх ферм.